# Liste historischer Rheinbrücken

Karte des Rheins

Die Liste historischer Rheinbrücken nennt nicht mehr existierende Brücken, die den Rhein bzw. seine Mündungsarme überquerten.

## Listen anderer Rheinquerungen
In der Liste der Rheinbrücken werden die gegenwärtig existierenden Brücken aufgeführt.
Die Liste der Rheinfähren enthält gegenwärtig betriebene Fähren. Die früheren Fliegenden Brücken sind im Artikel Gierseilfähren aufgelistet.
Die vor dem Bau fester Brücken häufig verwendeten Schiffbrücken sind in Schiffbrücken über den Rhein gelistet. Vgl. auch die Liste der Rheinbrücken 1853.

## Römische Rheinbrücken
Caesars Rheinbrücken wurden 55 v. Chr. und 53 v. Chr. bei Neuwied gebaut.
Nach der römischen Kolonialisierung der linken Rheinseite, aber erst lange nach Caesar, entstanden einige weitere feste Brücken über den Rhein:
- bei Vetera nahe dem heutigen Xanten unter Germanicus um etwa 15 n. Chr.
- Mainzer Römerbrücke unter Tiberius (ca. 30 n. Chr.)
- Koblenzer Römerbrücke um 49 n. Chr.
- Kölner Römerbrücke unter Konstantin von etwa 310 bis 400 n. Chr.

Am Oberlauf gab es römische Brücken in:
- Konstanz-Gottlieben
- Stein am Rhein
- Bad Zurzach (Tenedo) bei der heutigen Rheinbrücke Zurzach–Rheinheim
- Augst (Augusta Raurica)
- Breisach am Rhein (spätere Rheinbrücke Breisach).

## Neuzeitliche historische Rheinbrücken
Erläuterung:
- Jahre von – bis = Jahr der Eröffnung bis zum Jahr der Zerstörung oder der Schließung
- In der Spalte Funktion bedeutet S = Straßenbrücke; E = Eisenbahnbrücke; F, R = Brücke, die von Fußgängern und Radfahrern benutzt werden kann.
- Die Sortierung erfolgt stromabwärts.

### Rhein bis zum Delta
| Bild                                  | Ort                                     | Name                                                | Jahre von – bis     | Funk- tion | Bemerkung |
| ------------------------------------- | --------------------------------------- | --------------------------------------------------- | ------------------- | ---------- | --- |
|                                       | Danis-Tavanasa                          | Tavanasa-Brücke                                     | 1905–1927           | S F, R     | Die 1905 von Robert Maillart entworfene Betonbogenbrücke mit seinem ersten Dreigelenk-Kastenträger mit offenen Bogenzwickeln wurde 1927 von einem Murgang zerstört.                                                                                        |
|                                       | Tamins-Reichenau GR                     | Rheinbrücke                                         | 1822 (?)–1880       | S F, R     | Die Brücken in Reichenau gehen auf das 14. Jahrhundert zurück. Die um 1822 dargestellte Brücke brannte 1880 ab. Sie wurde durch die noch existierende eiserne Fachwerkbrücke ersetzt.                                                                      |
|                                       | Landquart GR                            | Tardisbrücke                                        | 0–1880              | S F, R     | 1529 entstand Untere Zollbrücke. Überschwemmung von 1888 zerstörte Holzbrücke. 1892–2004 Eisenkonstruktion, ab 2004 jetzige Bogenbrücke. |
|                                       | Diepoldsau                              | Rheinbrücke Diepoldsau                              | 1913–1985           | S F, R     | So wie die benachbarte, noch existierende Rietbrücke (im Bild) bzw. die Wiesenrainbrücke sah auch die frühere Trambrücke in Diepoldsau aus, die beide im Zusammenhang mit der Kanalisierung des Alpenrheins gebaut wurden.                                 |
|                                       | Konstanz                                | Rheinbrücke Konstanz                                | 1200–1938           | E, S F, R  | Römische Brücke in Gottlieben, danach hölzerne Jochbrücken wohl seit dem 10. Jahrhundert, dokumentiert für ca. 1200. 1544 Neubau, u. a. 1548, 1675 und 1856 erneuert. 1860 eiserne Eisenbahn- und Straßenbrücke, 1938 grundlegender Umbau, 1957 erweitert. |
|                                       | Stein am Rhein                          | Rheinbrücke Stein am Rhein                          | 81–1972             | S F, R     | Römische Brücke bereits 81/82 errichtet, zahlreiche weitere danach; u. a. 1857 höher gelegener Neubau |
|                                       | Diessenhofen – Gailingen am Hochrhein   | Rheinbrücke Diessenhofen–Gailingen                  | 1180 (?)–1816       | S F, R     | Wohl ab 1180 verschiedene Holzbrücken, für 1292 urkundlich nachgewiesen. Neubau 1668, 1799 in Brand gesetzt. Jetzige Brücke seit 1816. |
|                                       | Schaffhausen–Feuerthalen                | Rheinbrücke Schaffhausen–Feuerthalen                | 1259–1965           | S F, R     | 1259 erste Brücke urkundlich erwähnt, 1480 durch Hochwasser zerstört. Nachfolge 1489. 1550–1611 Bau einer Steinbogenbrücke, 1754 endgültig eingestürzt. 1758 Grubenmann-Brücke (im Bild), 1799 abgebrannt. 1804–1965 letzte Holzbrücke.                    |
|                                       | Schaffhausen-Flurlingen                 | Rheinbrücke Schaffhausen–Flurlingen                 | 1860–1990           | S F, R     | 1860 erster Holzsteg, 1942 Stahlbetonbrücke als Plattenbalkenkonstruktion, 1990 Spannbetonbrücke |
|                                       | Rüdlingen – Flaach                      | Rheinbrücke Rüdlingen                               | 1873–1930           | S F, R     | 1873 Gitterträgerbrücke, 1930 Vollwandträger mit Stahlverbund-Fahrbahnplatte |
|                                       | Eglisau                                 | Rheinbrücke Eglisau                                 | 1240–1919           | S F, R     | 1240 erste Holzbrücke; nach Hochwasser 1542 erneuert. 1799 Kriegszerstörungen. 1811 neue Holzbrücke. Wegen Aufstauung durch Kraftwerk Eglisau-Glattfelden Abbau und 1919 Neubau der jetzigen Betonbogenbrücke.                                             |
|                                       | Bad Zurzach – Küssaberg-Rheinheim       | Rheinbrücke Zurzach–Rheinheim                       | 368, 1269           | S F, R     | 368 römische Brücke bei Tenedo (Zurzach). Um 1269 ist Holzbrücke dokumentiert. |
|                                       | Laufenburg AG – Laufenburg (Baden)      | Laufenbrücke                                        | 1208, 1810–1911     | (S) F, R   | Erste feste Brücke 1208, gedeckte Holzbrücke 1810 |
|                                       | Säckingen                               | Steinbrücke Säckingen                               | 1280–1830           | S F, R     | 1280 erstmals urkundlich erwähnt, vermutlich schon früher, Verbindung zwischen Stadt (Insellage) mit dem rechtsrheinischen Ufer. 1830 rechter Rheinarm wegen Versandung zugeschüttet, mit ihm die Brücke, befindet sich heute noch unter Straßenniveau.    |
|                                       | Säckingen – Stein AG                    | Holzbrücke Bad Säckingen                            | 1272–1678           | S F, R     | 1272 erstmals urkundlich erwähnt. Mehrfach nach Hochwasser wiederaufgebaut. 1633 zerstört, 1650 Neubau. 1678 zerstört, 1699 Neubau. |
|                                       | Rheinfelden AG – Rheinfelden (Baden)    | Alte Rheinbrücke Rheinfelden                        | 1165–1912           | S F, R     | 1165 erste Brücke (älteste zwischen Konstanz und Straßburg); mehrfache Erneuerungen. 1807–1912 letzte gedeckte Holzbrücke. |
|                                       | Basel                                   | Verbindungsbahnbrücke                               | 1873–1962           | E          | Eisenkonstruktion von Schneider & Cie. in Le Creusot, Frankreich |
|                                       | Basel                                   | Wettsteinbrücke                                     | 1879–1991           | S F, R     | Eiserne, dreifeldrige Bogenbrücke; 1939 verbreitert. Ab 1991 Bau der neuen Brücke. |
|                                       | Basel                                   | Mittlere Brücke                                     | 1225–1903           | E, S F, R  | 1225 erste Brücke, häufig erneuert. 1903 Abbruch für neue, gegenwärtige Brücke |
|                                       | Basel                                   | Johanniterbrücke                                    | 1882–1967           | S F, R     | Eiserne, fünffeldrige Bogenbrücke. 1967 durch Spannbetonbrücke ersetzt |
|                                       | Basel                                   | Dreirosenbrücke                                     | 1935–2001           | S F, R     | 1931–1935 Bau der Vollwandträgerbrücke. 2001 Abbruch für neue doppelstöckige Brücke mit Autobahn. |
|                                       | Weil am Rhein – Huningue                | Palmrainbrücke                                      | 1878–1937           | E          | Die erste Brücke von 1878 war eine Eisenbahn-Fachwerkbrücke. 1906 Anbau des zweiten Gleises. 1937 Einstellung des Zugverkehrs und Abbau der Brücke. |
|                                       | Neuenburg am Rhein – Chalampé           | Rheinbrücke Neuenburg–Chalampé                      | 1878–1110           | E, S F, R  | Die erste Brücke von 1878 war eine Eisenbahn-Fachwerkbrücke. 1906 Anbau des zweiten Gleises. Neubau der gegenwärtigen Eisenbahnbrücke 1962 und der Straßenbrücke 1963.                                                                                     |
|                                       | Breisach am Rhein – Neuf-Brisach        | Rheinbrücke Breisach                                | 1212/1263–1700      | E, S F, R  | Nach einer römischen Brücke gab es die erste Holzbrücke wohl schon 1212, 1263 wurde sie urkundlich erwähnt. Sie wurde mehrfach durch Hochwasser und 1700 durch Krieg zerstört.                                                                             |
|                                       | Breisach am Rhein – Neuf-Brisach        | Eisenbahnbrücke Breisach                            | 1878–1945           | E          | Brücke im Zuge der Bahnstrecke Freiburg–Colmar, 1945 zerstört, nur als gegenwärtige Straßenbrücke wiederaufgebaut. |
|                                       | Straßburg – Kehl                        | Lange Bruck                                         | 1388–1797 (?)       | S F, R     | Die 1388 begonnene Holzbrücke (am linken Rand des Bildes) wurde mehrfach zerstört und wiederaufgebaut, am Ende des 18. Jahrhunderts endgültig aufgegeben. Nachfolger war die Schiffbrücke von 1815.                                                        |
|                                       | Straßburg – Kehl                        | Rheinbrücke Kehl                                    | 1861–1944           | E          | Dreifeldrige schmiedeeiserne Gitterträgerbrücke mit neugotischen Eingangsportalen mit je einem Torbogen für die beiden Gleise. Eingeschobener Durchlaufträger. 1944 endgültig zerstört.                                                                    |
|                                       | Straßburg – Kehl                        | Kehler Brücke                                       | 1897–1944           | S F, R     | Dreifeldrige Fachwerkträgerbrücke mit neugotischen Eingangsportalen (mit nur je einem Torbogen im Gegensatz zu den zwei Bögen der Eisenbahnbrücke von 1861). Straßenbahn 1920 eingestellt. 1944 endgültig zerstört.                                        |
|                                       | Straßburg – Kehl                        | Rheinbrücke Kehl                                    | 1956–2010           | E          | Neubau für zwei Gleise mit nur eingleisigem Überbau als Stahlfachwerkbrücke. 2010 durch zweigleisigen Neubau ersetzt. |
|                                       | Germersheim                             | Rheinbrücke Germersheim (Eisenbahn)                 | 1877–1944           | E          | Drei stählerne Bogenbrücken mit untenliegender Fahrbahn. 1945 zerstört. |
|                                       | Speyer                                  | Salierbrücke                                        | 1938–1945           | E, S F, R  | Zweifeldrige, pfostenlose Strebenfachwerkkonstruktion aus Stahl mit unten liegender Fahrbahn |
|                                       | Mannheim – Ludwigshafen                 | Rheinbrücke                                         | 1867–1945           | E, S F, R  | Kombinierte Eisenbahn- und Straßenbrücke als schmiedeeiserne Fachwerkkonstruktion. 1932 durch parallele Brücke erweitert. 1945 zerstört. |
|                                       | Worms                                   | Ernst-Ludwig-Brücke                                 | 1900–1945           | S F, R     | Dreifeldrige Stahlfachwerk-Bogenbrücke |
|                                       | Worms                                   | Rheinbrücke Worms                                   | 1900–1945           | E          | Drei zweigleisige, eiserne Bogenfachwerkträger mit Zugband; beiderseits massive Tortürme. |
|                                       | Worms                                   | Brücke von 1948                                     | 1948–1960           | E, S F, R  | Behelfsbrücke, kombinierte eingleisige Eisenbahn- und Straßenbrücke; 1960 ersetzt. |
|                                       | Gernsheim                               | Rheinbrücke Gernsheim                               | 1939–1945           | S F, R     | 1945 gesprengt, nicht wieder aufgebaut |
|                                       | Mainz                                   | Südbrücke                                           | 1862–1912           | E F, R     | Vier Pauliträger; 1871 Oberbauten für zweites Gleis; 1912 ersetzt. |
|                                       | Mainz                                   | Südbrücke                                           | 1912–1945           | E F, R     | Halbparabelträger; 1945 zerstört |
|                                       | Mainz                                   | Kaiserbrücke                                        | 1904–1945           | E          | Drei Fachwerkbögen |
|                                       | Mainz                                   | Rheinbrücke Karls des Großen                        | 813                 | S F        | Kurz nach Fertigstellung abgebrannt |
| Alexander-M.-Patch-Brücke (1945/1946) | Mainz                                   | Alexander-M.-Patch-Brücke                           | 1946–1963           | S          | Behelfsbrücke |
|                                       | Bingen – Rüdesheim                      | Hindenburgbrücke                                    | 1915–1945           | E, (S) (F) | Zwei Stahlfachwerkbögen mit Zugband, beidseits Parallelfachwerkträger |
|                                       | Koblenz                                 | Horchheimer Eisenbahnbrücke                         | 1879–1945           | E (F, R)   | Zwei Schweißeisen-Fachwerkbogenbinder mit aufgeständerter Fahrbahn |
|                                       | Koblenz                                 | Pfaffendorfer Brücke                                | 1864–1945           | E          | Drei Schweißeisen-Fachwerkbogenbinder. Ab 1879 auch S, F. 1932 weitgehender Umbau |
|                                       | Urmitz – Neuwied-Engers                 | Urmitzer Eisenbahnbrücke                            | 1918–1945           | E          | Kronprinz-Wilhelm-Brücke, Fachwerkbogenbrücke |
|                                       | Weißenthurm – Neuwied                   | Raiffeisenbrücke                                    | 1935–1945           | S F, R     | Stählerne Strebenfachwerkkonstruktion mit unten liegender Fahrbahn |
|                                       | Remagen – Erpel                         | Ludendorff-Brücke                                   | 1918–1945           | E, (S) (F) | Bogenbrückenkonstruktion mit Stützweite von 156 m, beidseitig flankiert von parallelgurtigen Fachwerkträgern. Film Die Brücke von Remagen |
|                                       | Bonn                                    | Alte Rheinbrücke                                    | 1898–1945           | S F, R     | Fachwerkbogenbrücke, Spannweite 188 m |
|                                       | Köln                                    | Dombrücke                                           | 1859–1909           | E F, R     | Zwei parallele Gitterträgerbrücken mit vier Feldern. Zweite Eisenbahnbrücke über den Rhein nach Rheinbrücke Koblenz–Waldshut, abgelöst durch Hohenzollernbrücke                                                                                            |
|                                       | Köln                                    | Deutzer Brücke Deutzer Hängebrücke Hindenburgbrücke | 1915–1945           | S F, R     | Selbstverankerte Kettenbrücke, 1939/40 verbreitert, 1945 zusammengebrochen |
|                                       | Köln                                    | Mülheimer Brücke                                    | 1929–1944           | S F, R     | Selbstverankerte Hängebrücke, ersetzt 1951 durch echte Hängebrücke |
|                                       | Neuss – Düsseldorf                      | Hammer Eisenbahnbrücke König-Wilhelm-Brücke         | 1870–1945           | E          | Halbparabelträger; 1896 saniert, 1911 zweite, parallele, ebenfalls zweigleisige Fachwerkbogenkonstruktion; anschließend alter Halbparabelträger ersetzt durch gleichen neuen Überbau.                                                                      |
|                                       | Düsseldorf                              | Oberkasseler Brücke                                 | 1898–1945           | S F, R     | Zwei große Eisenfachwerkbögen mit jeweils rund 181 m Spannweite; 1926 verstärkt, verbreitert, 1945 zerstört. 1948 Dauerbehelfsbrücke bis 1973 |
|                                       | Krefeld-Uerdingen – Duisburg-Mündelheim | Krefeld-Uerdinger Brücke                            | 1936–1945           | S F, R     | Zügelgurtbrücke, nach Sprengung 1945 weitgehend original wieder aufgebaut. |
|                                       | Duisburg                                | Duisburg-Hochfelder Eisenbahnbrücke                 | 1873–1927 1927–1945 | E          | Vier Zweigelenkfachwerkbögen, Brückentürme, Drehbrücken, Vorflutbrücken; 1927 durch stärkere, parallele Gerberträgerbrücke ersetzt |
|                                       | Duisburg                                | Brücke der Solidarität Admiral-Graf-Spee-Brücke     | 1934–1945           | S F, R     | |
|                                       | Duisburg-Homberg – Duisburg-Ruhrort     | Friedrich-Ebert-Brücke, Admiral-Scheer-Brücke       | 1907–1945           | S F, R     | Eisenfachwerk-Kragträgerbrücke |
|                                       | Wesel                                   | Rheinbabenbrücke                                    | 1917–1945           | S F, R     | Stahlfachwerkkonstruktion mit dreifeldriger Auslegerbrücke |
|                                       | Wesel                                   | Rheinbrücke Wesel                                   | 1950–2009           | S F, R     | Dreifeldrige, pfostenlose Strebenfachwerkbrücke aus Stahl (Durchlaufträger), 2009 abgelöst durch gegenwärtige Schrägseilbrücke |
|                                       | Wesel                                   | Eisenbahnbrücke Wesel                               | 1874–1945           | E, (S) (F) | Vier Stromfelder mit Halbparabelträgern, Tambourwerke, lange Vorlandbrücken; Planung unter militärischen Gesichtspunkten. 1927 auf alten Pfeilern erneuert.                                                                                                |
|                                       | Spyck-Welle                             | Eisenbahnbrücke                                     | 1945–1946           | E          | Eingleisige, britische Kriegsbrücke |

### Rheindelta
| Bild | Ort                    | Name                      | Jahre von – bis     | Funk- tion | Bemerkung |
| ---- | ---------------------- | ------------------------- | ------------------- | ---------- | --- |
|      | Nijmegen               | Eisenbahnbrücke Nijmegen  | 1879–1983           | E          | Dreibogige Fachwerkkonstruktion aus Halbparabelträgern; 1983 durch Neubau ersetzt.                                                                                   |
|      | Zaltbommel – Neerijnen | Brücke von Bommel         | 1933–1996           | S F, R     | 1996 durch Martinus-Nijhoff-Brücke ersetzt. |
|      | Dordrecht – Sliedrecht | Baanhoekbrücke            | 1885–1983           | E, S F, R  | Zwei Strombrücken mit parallelgurtigen Fachwerkträgern. 1983 durch Neubau ersetzt.                                                                                   |
|      | Rotterdam              | Willemsbrücke             | 1878–1981           | S F, R     | Zwei Strombrücken mit parallelgurtigen Fachwerkträgern. 1981 durch gegenwärtige Schrägseilbrücke ersetzt.                                                            |
|      | Arnheim                | Brücke von Arnheim        | 1935–1940/1944      | S F, R     | Fachwerkbogenbrücke, 1940 gesprengt, wiederaufgebaut, 1944 zerstört.                                                                                                 |
|      | Arnheim                | Eisenbahnbrücke Arnheim   | 1879–1940           | E          | Zweigleisige Fachwerkbogenbrücke mit zwei Stromfeldern; 1952 durch gegenwärtige Brücke ersetzt.                                                                      |
|      | Culemborg              | Eisenbahnbrücke Culemborg | 1868–1983           | E          | Zweigleisig geplante, zunächst nur eingleisig ausgeführte Fachwerkbogenbrücke. Erster Halbparabelträger, erste stählerne Eisenbahnbrücke. 1983 durch Neubau ersetzt. |
|      | Vianen                 | Lekbrücke                 | 1936–1944/1949–1999 | S F, R     | Nach dem Krieg wiederaufgebaut, 1999 stillgelegt. |
|      | Kampen                 | Ijsselbrücke              | 1448–?              | S          | zerstört (möglicherweise schon Mitte des 16. JH) |
|      | Kampen                 | Stadtbrücke               | 1873–1940           | S F, R     | Im Krieg zerstört, nach dem Krieg verändert wiederaufgebaut |
|      | Kampen                 | Stadtbrücke               | ca. 1945–1999       | S F, R     | Wahrscheinlich nach dem Krieg verändert (ohne Torbögen und mit neuem Hubteil) wiederaufgebaut, 1999 durch Neubau ersetzt.                                            |

## Pontonbrücken
Während der Koalitionskriege überquerte ein preußisches Heer unter Kommando von Oberst Szekely bei Kaub den Rhein mithilfe einer Pontonbrücke. Die Stelle wurde gewählt, da der Pfalzgrafenstein einen zusätzlichen Stützpunkt im Rhein bietet.
An der gleichen Stelle setzte zum Jahreswechsel 1813/1814 die Schlesische Armee unter dem Kommando von Feldmarschall Blücher dort über (Näheres siehe Kaub#Blüchers Rheinübergang 1814).
Russische Pioniere bauten dazu eine Brücke aus Leinwandpontons.

## Pontonbrücken im Zweiten Weltkrieg

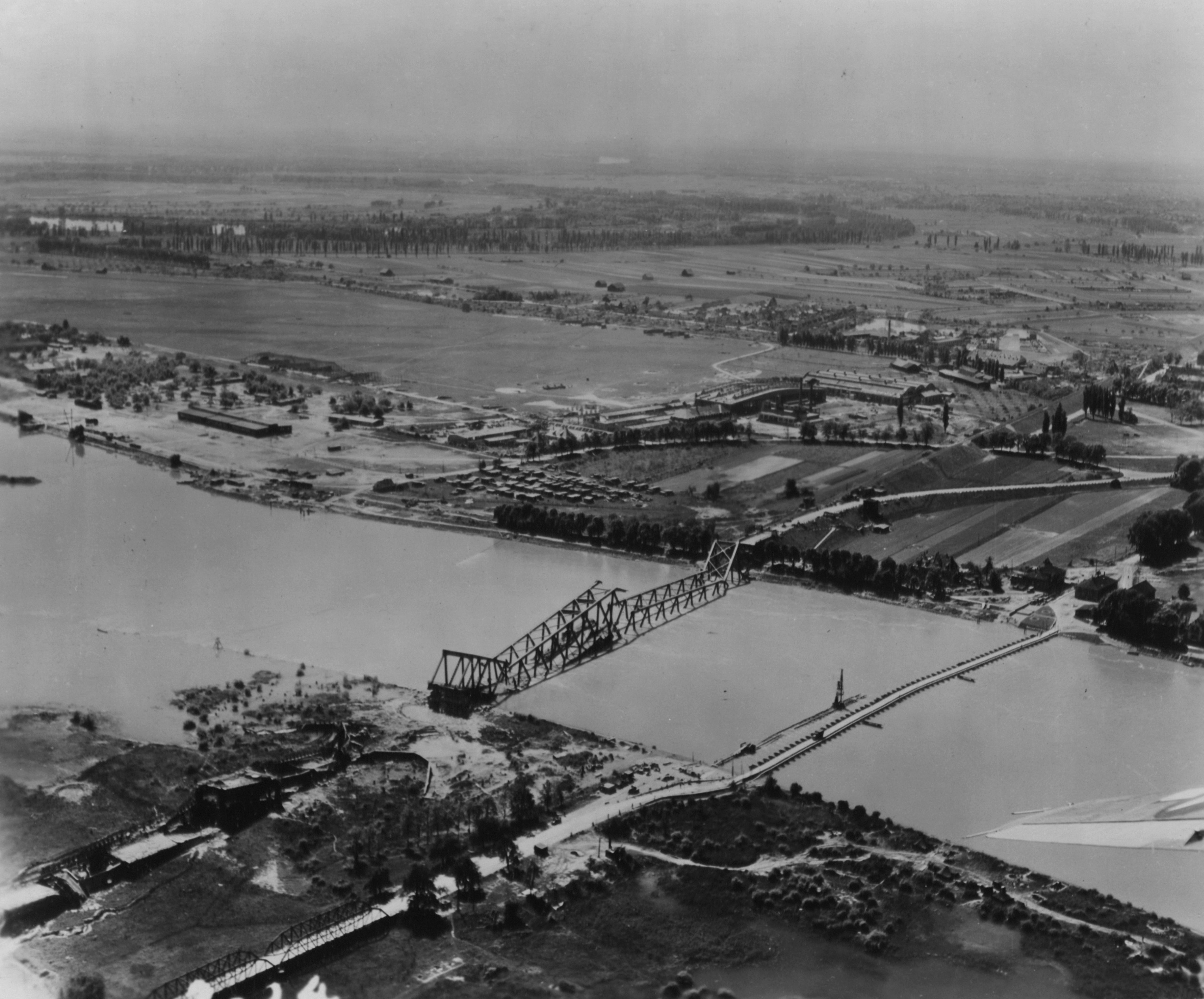
Gesprengte Rheinbrücke bei Speyer (Salierbrücke), daneben schwimmende Ersatzbrücke, Blick von der badischen Rheinseite, Mai 1945

Im Frühjahr 1945 bauten die Westalliierten einige Pontonbrücken über den Rhein. Nur so konnte sie schweres Material über den Fluss schaffen, denn die Wehrmacht hatte die meisten Brücken gesprengt und die meisten Fähren unbrauchbar gemacht.
Jede der alliierten Army Groups hatte Pläne für die Rheinüberquerung geschmiedet. Die Pläne des SHAEF (Supreme Headquarters Allied Expeditionary Force) konzentrierten sich zunächst auf den Niederrhein, wo Truppen der 21st Army Group (Feldmarschall Montgomery) nach der Schlacht im Reichswald (bei Kleve) den Rhein erreicht hatten. Etwa am 6. März wurde Köln erobert.
Am 7. März gelang es einem US-Trupp, die Ludendorff-Brücke bei Remagen fast unversehrt zu erobern. Dies änderte die Vormarsch-Pläne. Innerhalb von 24 Stunden überquerten 8000 Soldaten den Rhein. Am 13. März wurden eine „M-2 steel treadway“ und eine verstärkte „heavy ponton bridge“ fertiggestellt. Am 17. März 1945 stürzte die Ludendorff-Brücke ein.
US-Truppen bauten im März 1945 auch weitere Ponton-Brücken zwischen Niederbreisig/Bad Hönningen und Oberwinter/Unkel über den Rhein, um die Versorgung des rechtsrheinischen Brückenkopfes sicherzustellen.
- Die längste von ihnen, die Victor-Bridge zwischen Niederbreisig und Bad Hönningen, war 1370 Fuß (420 Meter) lang; sie ging am 22. März 1945 um 20 Uhr in Betrieb.
- Zwischen Kripp und Linz gab es die „Rozisch-Blackburn-Thompkins Bridge“.

Ende Mai 1945 wurden diese Behelfs-Brücken wieder abgebaut (sie verhinderten Schiffsverkehr).
In der Nacht vom 22. auf den 23. März gelang es US-Truppen unter General Patton, gegenüber von Nierstein (zwischen Oppenheim und Mainz) einen Brückenkopf zu erobern und bald zu erweitern. Am 23. wurde eine Treadway-Bridge fertiggestellt, am 24. März eine zweite Treadway-Bridge und eine schwere Pontonbrücke (Näheres hier). Zwischen dem 24. und dem 31. März 1945 überquerten 60.000 Fahrzeuge den Rhein auf diesen Brücken.
Am 26. März 1945 bauten US-Pioniere neben der zerstörten Rheinbrücke Worms eine Pontonbrücke, die nach General Alexander M. Patch „Alexander Patch Bridge“ genannt wurde. Denselben Namen trug eine Mainzer Brücke, die als Pontonbrücke bis zum 14. April 1945 bestand, danach als Behelfsbrücke, die 1962 demontiert wurde.